# Kengtawng
Kentawng és un subestat de l'estat de Mongnai a l'Estat Shan (Myanmar), a l'est de l'estat principal. Té una superfície d'uns 2.300 km² i la capital és la ciutat del mateix nom, al nord-est de la ciutat de Mongnai.